# Деповський (зупинний пункт)
Депо́вський (біл. Дэпо́ўскі) — пасажирський залізничний зупинний пункт Гомельського відділення Білоруської залізниці на перетині електрифікованої магістральної лінії Гомель — Мінськ та нелектрифікованої лінії Могильов I — Жлобин між станцією Жлобин-Пасажирський (2,7 км) та обгінним пунктом Жлобин-Західний (3 км) на території станції Жлобин-Сортувальний поблизу локомотивного депо (ТЧ-10).
Розташований у західній частині міста Жлобин Гомельської області.

## Розташування платформ
Північна платформа (на лінії Гомель — Мінськ) та південна платформа (на лінії Могильов I — Жлобин) знаходяться на відстані приблизно 480 м. Східна платформа (на лінії Могильов I — Жлобин) знаходиться за 460 м від південної платформи та за 640 м від північної платформи. Між ними знаходяться житлові будинки.

## Пасажирське сполучення
На зупинному пункту Деповський зупиняються поїзди регіональних ліній економкласу сполученням Жлобин — Осиповичі, Жлобин — Могильов та Жлобин — Рабкор.
Приблизний час у дорозі з усіма зупинками до станцій Жлобин-Пасажирський — 6 хв., Осиповичі I — 2  год. 07 хв., Могильов I — 2 год. 45 хв.